# Аханфуф, Абдельазиз
Абдельазиз Аханфуф (нем. Abdelaziz Ahanfouf; род. 14 января 1978, Флёрсхайм-ам-Майн, Гессен) — марокканский и немецкий футболист. Выступал за сборную Марокко.

## Клубная карьера
Аханфуф родился в Германии в семье марокканцев. Он является воспитанником таких клубов, как «Айнтрахт» (Рюссельсхайм), «Гинсхайм» и «Киккерс» (Оффенбах). Позже профессионально играл в нескольких немецких клубах. Он присоединился к «Арминии» (Билефельд), перейдя из «Дуйсбурга» в начале сезона 2006/07. Играл за Билефельд до декабря 2007 года, пока не получил серьёзную травму в результате автомобильной аварии. В январе 2008 года Аханфуф подписал контракт на три с половиной года с висбаденским «Вееном».